# Peter Brimelow
Peter Brimelow 1 (Warrington, Reino Unido, 13 de octubre de 1947) es un editor, escritor, columnista y periodista financiero estadounidense nacido en Gran Bretaña. Es el fundador de la página web antiinmigración VDARE, un sitio asociado con el supremacismo blanco, el nacionalismo blanco y la derecha alternativa. Brimelow cree que "los blancos construyeron la cultura estadounidense" y que "corre el riesgo de que los no blancos traten de cambiarla".
Brimelow fue anteriormente escritor y editor en National Review, y columnista de MarketWatch de Dow Jones. Brimelow fundó el Center for American Unity en 1999 y fue su primer presidente. Se describe a sí mismo como un paleoconservador. Brimelow también ha sido descrito como un líder dentro del movimiento derecha alternativa en Estados Unidos.

## Biografía
Brimelow nació en 1947 en Warrington, Lancashire, Inglaterra, hijo de Bessie (née Knox) y Frank Sanderson Brimelow, un ejecutivo de transporte. Brimelow y su hermano gemelo estudiaron en la Universidad de Sussex (BA, 1970) y en la Universidad de Stanford (MBA, 1972).
Después de un breve período como analista de valores, se estableció en Toronto, convirtiéndose en escritor y editor de negocios en el Financial Post y la revista Maclean's. De 1978 a 1980, fue ayudante del senador Orrin Hatch. En 1980, Brimelow se mudó a Nueva York, trabajando para Barron's y Fortune. Fue editor principal de la revista Forbes de 1986 a 2002.

## Ideas y publicaciones
Brimelow se opone a la inmigración ilegal y legal. Se ha referido a los inmigrantes de habla hispana como "completamente disfuncionales". Dijo que California solía ser un "paraíso" pero se estaba "convirtiendo rápidamente en un barrio marginal hispano". Brimelow ha sido descrito como un nacionalista blanco y un supremacisto blanco.
El Southern Poverty Law Center (SPLC) ha descrito el sitio web de Brimelow, VDARE, como un grupo de odio, que fue "una vez una página antiinmigración relativamente corriente", pero en 2003 se convirtió en "un lugar de encuentro para muchos en la derecha radical". El SPLC también criticó a VDARE por publicar artículos de los nacionalistas blancos Jared Taylor y Samuel Francis. Ha sido llamado "nacionalista blanco" por Rocky Mountain News. También se ha descrito como supremacista blanco. VDARE también ha sido descrito por la Liga Anti-Difamación (ADL) como un grupo racista antiinmigrante.
Brimelow ha aparecido como invitado en The Political Cesspool, un programa de radio hablado "pro-blanco". Después de las elecciones de Estados Unidos de 2008, señaló que, para ganar, el Partido Republicano debería centrarse en los "votos blancos".
Brimelow apareció en un panel discutiendo el multiculturalismo durante la Conferencia de Acción Política Conservadora 2012 (CPAC 2012), y dio una charla titulada "El fracaso del multiculturalismo: cómo la búsqueda de la diversidad está debilitando la identidad estadounidense". Ante la condena de MSNBC y PFTAW, Al Cárdenas de la American Conservative Union negó conocerlo o conocer su reputación.

### Alien Nation
Alien Nation: Common Sense About America's Immigration Disaster  crítica la política de inmigración de Estados Unidos después de 1965.
Una revisión en Foreign Affairs reconoció que el libro planteó una serie de objeciones persuasivas a las políticas de inmigración estadounidenses contemporáneas, pero criticó a Brimelow por "definir la identidad estadounidense en términos raciales en lugar de culturales", y por el "carácter extremo" de sus propuestas.
El SPLC lo describió como un "libro antiinmigrante infame" y señaló la crítica positiva del libro del director ejecutivo del Centro de Estudios de Inmigración Mark Krikorian como evidencia de que su organización tenía vínculos estrechos con los nacionalistas blancos.

### The Worm in the Apple
The Worm in the Apple discute la educación pública y los sindicatos de docentes, considerando a los sindicatos como "altamente destructivos". Entre los puntos de vista en The Worm in the Apple están que: "intentar alcanzar un objetivo tan amplio como la educación secundaria universal es una tontería". John O'Sullivan elogiaron el libro. En la revista de la Institución Hoover de la Universidad de Stanford Education Next, el consultor de políticas públicas, George Mitchell, escribió: "Brimelow (...) demuestra cómo la negociación colectiva para los docentes ha producido acuerdos laborales que sofocan la innovación y la toma de riesgos. Deja claro que el dramático aumento de influencia que disfrutan los sindicatos de docentes han coincidido con niveles estancados e inaceptables de rendimiento estudiantil ". Sin embargo, en el mismo artículo de la revista, la consultora de educación Julia E. Koppich adoptó un ángulo más crítico: "Brimelow usa una variedad de dispositivos lingüísticos para mostrar sus puntos. Pero su lenguaje excesivo pronto irrita a los nervios... Su argumento no es que los sindicatos de docentes están destruyendo la educación estadounidense, sino que trabajan duro y duro para preservar el statu quo... Pero este libro contiene muy poco sobre educación, prácticamente nada sobre aulas, escuelas o distritos, incluso ese punto se pone perdido." Koppich llamó al libro "una polémica contra la educación pública".

### The Patriot Game
En 1986, Brimelow publicó The Patriot Game: National Dreams and Political Realities, un libro basado en parte en el libro de Goldwin Smith Canada & the Canadian Question, publicado en 1891. El libro consiste en el intento autodescrito por Brimelow de "proporcionar una teoría general de Canadá", país en el que había vivido y trabajado durante varios años en la década de 1970. En él, hace eco conscientemente de los comentarios del autor del siglo XIX Goldwin Smith en su libro Canada and the Canadian Question y argumenta que el Canadá moderno es en gran medida una farsa, un país antinatural sin un claro propósito o razón de ser. El libro de Brimelow ayudó a comenzar el Partido Reformista de Canadá en 1987 y motivó a los partidarios del primer ministro Stephen Harper.

## Libros
- The Wall Street Gurus: How You Can Profit from Investment Newsletters (1st edición). New York City: Random House. 1986. ISBN 0-394-54202-9. LCCN 85028153.
- The Patriot Game: National Dreams and Political Realities. Toronto, Ontario, Canada: Key Porter Books. 1986. ISBN 1-55013-001-3. LCCN 86228891.
- The Enemies of Freedom. Toronto, Ontario, Canada: Citizens for Foreign Aid Reform. 1990. LCCN 92219523.
- Alien Nation: Common Sense About America's Immigration Disaster (1st edición). New York, NY: Random House. 1995. ISBN 0-679-43058-X. LCCN 94012478.
- The Worm in the Apple: How the Teacher Unions Are Destroying American Education. New York, NY: HarperCollins. 2003. ISBN 0-06-009661-6. LCCN 2002027586.